# Unicarriers
UniCarriers är ett truckvarumärke som ägs av Mitsubishi Logisnext Co. Ltd.
UniCarriers Corporation etablerades 2012 genom sammanslagningen av TCM och Nissan Forklift (inklusive tidigare Atlet). 
2016 köptes UniCarriers Corporation av Mitsubishi Nichiyu and Mitsubishi Heavy Industries Forklift & Engine Turbocharger Holdings. 
2017 slogs Mitsubishi Nichiyu och UniCarriers Corporation samman till Mitsubishi Logisnext Co. Ltd.
2023 avvecklades varumärket UniCarriers på den europeiska marknaden, men kvarstår i vissa andra regioner globalt.